# Pennewitz
Pennewitz är en ortsteil i staden Ilmenau i Ilm-Kreis i förbundslandet Thüringen i Tyskland. Pennewitz var en kommun fram till 6 juli 2018 när den uppgick i Ilmenau. Kommunen Pennewitz hade 476 invånare 2018.